# You Gotta Have Heart
You Gotta Have Heart is de twintigste aflevering van het vijfde seizoen van het tienerdrama Beverly Hills, 90210, die voor het eerst werd uitgezonden op 8 februari 1995.

## Verhaal
De tv-marathon voor de hartstichting voor kinderen staat op het punt van beginnen. Brandon vindt het vreemd dat Kelly er nog niet is en probeert haar te bereiken, hij belt naar het nieuwe onderkomen van Finley. Hij krijgt haar uiteindelijk aan de lijn maar het gesprek loopt anders dan dat hij verwacht had. Ze zegt dat ze geen tijd heeft en wil niet komen en hangt dan op. Brandon neemt hier geen genoegen mee en gaat haar opzoeken. Finley dringt nogmaals op aan dat ze het uit moet maken met Brandon, ze zegt dat ze dat zal doen maar ze kan het niet als ze met Brandon praat. Als Brandon nogmaals haar opzoekt dan zegt ze wel dat hij haar met rust moet laten en dat hij moet vertrekken. Brandon zoekt hulp bij Dylan om haar terug te krijgen.
Nu Valerie veel geld heeft besluit ze dat ze het huis uitgaat en in een hotel gaat wonen. Jim en Cindy snappen haar niet maar kunnen haar niet tegenhouden.
Ray is helemaal in zijn element met Donna en zijn optredens, als zij in bed liggen dan gaat het er heet aan toe en net voordat het gaat gebeuren trekt Donna zich terug, Ray is dan gefrustreerd maar zegt dat hij het begrijpt. Als Ray weer aan het optreden is dan krijgt Valerie een oogje op Ray en wil hem in haar bed krijgen. Ze zet de lampen aan van Ray’s auto zodat zijn accu leegraakt, en als hij weg wil rijden start de auto niet en dan staat Valerie klaar met haar auto om hem een lift te geven. Ze rijdt naar haar hotelkamer en belanden in haar bed. Ze belooft hem dat ze hem niet zal claimen.
Steve probeert de groep Jade naar de marathon te krijgen en zegt dat het hem gelukt is. Maar als hij de groep wil ophalen blijkt dat de manager van Jade van niets weet. Teleurgesteld gaat hij terug naar de studio en wil het gaan uitleggen, maar dan blijkt dat Jade er toch is.

## Rolverdeling
- Jason Priestley - Brandon Walsh
- Jennie Garth - Kelly Taylor
- Ian Ziering - Steve Sanders
- Gabrielle Carteris - Andrea Zuckerman
- Luke Perry - Dylan McKay
- Brian Austin Green - David Silver
- Tori Spelling - Donna Martin
- Tiffani Thiessen - Valerie Malone
- Carol Potter - Cindy Walsh
- James Eckhouse - Jim Walsh
- Mark D. Espinoza - Jesse Vasquez
- Kathleen Robertson - Clare Arnold
- Jamie Walters - Ray Pruit
- Joe E. Tata - Nat Bussichio
- James C. Victor - Peter Tucker
- Alan Toy - Patrick Finley
- Wings Hauser - J. Jay Jones
- Caroline McWilliams - LuAnn Pruit
- Aaron Spelling - Zichzelf